# Hebert Silva Santos
Hebert Silva Santos známý jako Hebert (* 23. května 1991, Barra Mansa) je brazilský fotbalový obránce, od ledna 2014 působící v klubu Piast Gliwice. Mimo Brazílii působil na klubové úrovni v Portugalsku.

## Klubová kariéra
S fotbalem začínal v klubu AA Ponte Preta, odkud v průběhu mládeže zamířil do CR Vasco da Gama. Před sezonou 2010/11 odešel do portugalského klubu Vasco da Gama AC. V létě 2012 zamířil do jiného mužstva z Portugalska, konkrétně do CD Trofense. Po roce se stal hráčem týmu SC Braga, kde nastupoval za první mužstvo i za rezervu.

### Piast Gliwice
Před jarní částí ročníku 2013/14 odešel na hostování do polského klubu Piast Gliwice.

#### Sezona 2013/14
V Ekstraklase za Piast debutoval v ligovém utkání 22. kola (17. února 2014) proti klubu Wisła Kraków (výhra Piastu 1:0), odehrál celý zápas. V sezoně odehrál celkem 9 zápasů, ve kterých branku nedal.

#### Sezona 2014/15
V srpnu 2014 do Piastu přestoupil. 3. 11. 2014 na půdě týmu Podbeskidzie Bielsko-Biała vsítil v 63. minutě v utkání 14. kola svůj první gól v ročníku a zároveň premiérový v dresu Piastu (zápas skončil výhru Piastu 4:2). Proti stejnému týmu vstřelil v ročníku ještě dva góly ve dvou zápasech. Ročník zakončil s bilancí 25 střetnutí v nichž se 3x gólově prosadil.

#### Sezona 2015/16
V 10. kole v utkání proti klubu Śląsk Wrocław vsítil v 44. minutě první branku zápasu (Piast vyhrál 2:1). V prosinci 2015 podepsal s týmem nový kontrakt do léta 2017 s roční opcí. Celkem v ročníku odehrál 35 zápasů, dal v nich jeden gól. V sezoně s týmem dosáhl historického umístění, když jeho klub skončil na druhé příčce a kvalifikoval se do druhého předkola Evropské ligy UEFA.

#### Sezona 2016/17
S Piastem se představil ve 2. předkole Evropské ligy UEFA, kde klub narazil na švédský tým IFK Göteborg, kterému podlehl 0:3 a remízoval s ním 0:0 (v tomto utkání Hebert nenastoupil).